# Gabiano
Gabiano (piemontesiska: Gabian) är en ort och kommun i provinsen Alessandria i regionen Piemonte i Italien. Kommunen hade 1 095 invånare (2018).